# Вила-Ярузькі
Вила-Ярузькі — село в Україні, у Бабчинецькій сільській громаді Могилів-Подільського району Вінницької області. Населення становить 514 осіб.

## Історія села
Історія про село Вила-Ярузьські надрукована в 1893 р. в Трудах Подольського єпархіального історико-статистичного комітету. Село розташовано серед гір, що оточують село зі всіх сторін, при злитті двох річок Лозової та Мурафи. Остання розділяє село на дві частини й в кінці села з'єднується з річкою Лозовою в одно русло. Від цього, можливо, і виникла назва «Вила». Можливо Вилами–Ярузьськими названо село ще тому, що розташовано воно близько містечка Яруги. Перша згадка в документах у 15 столітті за 5 липнем. Найближча станція залізниці Могилів за 20 верст. Місцевість волога. Земля пісковита, частиною чорнозем.
Населення православні. Число парафіянин в 1899 р. 674 чоловіків та 719 жінок. Всі вони селяни-землероби.
Маєток належав колись магнатам Любомирським, які передали його панам Матковським, потім володіли Белінські (Йосип Степанович Белінський. Жив у маєтку. Землі 502 дес., під маєток 15 дес., рільної. 462, лісу 25 га), Боголюбови, був пан і Шаргородський.
Перший храм побудований в 1690 р. на гроші парафіянин і проіснував два століття. Він згорів і на його місці звели кам'яний хрест. Священником в 1840 роках був Симковський. Він судився з Матковським за примус селян додатково відробляти панщину.
В 1887 р. почали та в 1891 р. освятили новий храм (на балці дата 1888 р.) з дуба грушанського лісу, на честь святителя Миколая (архітектор В. В. Сазонов). Служив тоді молодий Володимир Попов, студент Подільської духовної семінарії. Рукоположили його в 1888 р. у 20 років. Зібрані кошти селян 10 тис. рублів. Старовинна ікона св. Миколая є чудотворною та ікона Божої Матері, що знаходиться в с. Довжок. В селі був бронзовий дзвін 1774 р. з написом «Домна Анна…» на латині. Він висів біля криниці поруч з будинком Мелешко. Його вкрали у 1990 роках. Землі церковної під маєтком 2 дес 560 саж, ріллі 30 дес. Ці землі виділив в 18 ст. князь Любомирський.
Причтові побудови зроблені в 1886 р. на кошти Єпархіального будівничої компанії за допомогою селян. Церква потребує ремонту. Церковна школа існує з 1890 р. у своєму будинку (кошти селян (згоріла)).
Олексій (Олександр) Лук'янович Боголюбов
В середині 19 ст. він купив маєток у Маньковського (після розкріпачення). Доктор медицини, юрист. Він був призначений мировим суддею Ямп. Уїзду Каменсько-Подільського повіту, Бабчинеської волості. Садиба була обнесена великим муром. До цього дня збереглись величезні турецькі підвали-льохи. До 1930 року ще існувала кам'яна брама-вхід жовтого кольору. Мав практику як юрист, мировий суддя. Допомагав селянам добиватися своїх прав. З маєтку одна дорога вела зі шляху, інша доріжка вела на місток через Лозову на Грушанську гору, що вела в Могилів. Землі 212 дес. 1141 саж, пахот. 163 дес. 162 саж, лісу 15 дес. 108 саж, 33 дес. 103 саж. Лікував болгарських солдатів. Троє померли від ран. Могили з гранітними пам'ятниками поруйновані на цвинтарі в 30 роки.
Дружина Катерина Андріївна Боголюбова була вчителькою, повитухою (приймала дітей при родах). У неї були свої п'ятеро чи шестеро дітей. Один син в Києві медик, другий у Петербурзі сільськогосподарник. Славилась вона і тим, що могла вигнати «бишигу» (запалення на обличчі, що лікується бабками-екстрасенсами). Землі в неї було 400 дес. 1548 саж., маєток 12 дес., 1380 саж., рильної 285 дес., 181 саж., ліса 27 дес., 1160 саж., неудобій 749 1733 саж. В 1911—1912 р. Боголюбова продала свою землю поземельному банку, який і продав землю на виплату селянам, а свій будинок продала земству для 4 класної школи.
Цвинтар напроти церкви тому, що під час розливів Мурафи переїхати на лівий берег, де було кладовище, було не можливо.
У володінні Боголюбових був і Халасів ліс над гранітними скалами. Він тягнеться до скіфського городища. Далі йде Паданів ліс аж до Скорочого яру, де Біла кирниця. Тут в лісі була Боголюбова дача, сторожка, з великим садом, та ямами-будівлями, де тримали гуси. Тому і яр називався Гусячий. Кажуть, що тут багато печер, що завалилися. Тут було знайдено ріг носорога, зброї скіфських та козацьких часів. Кожний шмат поля мав свою назву. Гора Кобила, а далі від стінки (лісок в яру) Попове поле, брід через річку Попова кладка, а далі починалася дорога, а далі водоспад.
7 (20) листопада 1917 року, відповідно до Третього Універсалу Української Центральної Ради, увійшло до складу Української Народної Республіки.
12 червня 2020 року, відповідно до Розпорядження Кабінету Міністрів України № 707-р «Про визначення адміністративних центрів та затвердження територій територіальних громад Вінницької області» увійшло до складу Бабчинецької сільської громади.
19 липня 2020 року, в результаті адміністративно-територіальної реформи та ліквідації Чернівецького району, село увійшло до складу новоутвореного Могилів-Подільського району.

## Відомі люди
- Вдовиченко Сергій Михайлович (нар. 1939) — український поет, педагог, науковець.
- Горбатюк Володимир Тимофійович (1912—1953) — український історик.

## Пам'ятки
- Ландшафтний заказник місцевого значення Мурафа